# Heidi (anime)
Heidi (アルプスの少女ハイジ, Arupusu no Shōjo Haiji) é um anime dirigido por Isao Takahata, baseado no livro Heidi de Johanna Spyri.

## Transmissão original
O anime foi transmitido originalmente no Japão pela Fuji Television entre 6 de janeiro até 29 de dezembro de 1974.

## Transmissão internacional

### Portugal
Em Portugal, estreou pela RTP1 em 1976, na versão em japonês com legendas em português. Abalado pelo sucesso de "Marco" em 1977, a RTP decidiu repetir o anime. Mas desta vez apostar numa versão dobrada em português com os mesmos atores portugueses da "Abelha Maia". Regressa às terças-feiras pelas 14h35 a partir do dia 1 de Novembro de 1983 no mesmo canal.  
No dia 1 de junho de 2015, foi exibido um remake da história em 3D, desta vez pelo Canal Panda. Já a RTP nunca exibiu a nova série.  

### Brasil
No Brasil foi exibido pela primeira vez na Rede Tupi em 1977. A série foi posteriormente exibida pelo SBT nos anos 80. A Rede Record também exibiu a série.
Em 2015, a nova série começou a ser exibida pelo Disney Channel Brasil.

## Enredo
Na região dos Alpes Suíços, no final do século XIX, Adelaide (ou Heidi, como é carinhosamente chamada) é uma orfã de cinco anos, que é criada com muitas dificuldades pela sua tia Dete desde a trágica morte dos seus pais. Quando Dete encontra um excelente trabalho em Frankfurt, na Alemanha, resolve levar Heidi para viver com o avô nos Alpes suíços, dado que não poderá aceitar o emprego com uma criança tão pequena para cuidar. O avô, chamado por todos como "o velho da montanha", tem uma péssima reputação em Dörfli e é temido pelos habitantes, por causa de rumores que, na mocidade, teria matado um homem. Agora ele tem uma vida solitária, morando sozinho com o seu cachorro Joseff numa cabana na montanha, sendo raro sair de lá. Com a sua alegria, inteligência e vivacidade, Heidi conquista o coração do avô e passa a viver os dias de verão nas montanhas, fazendo também amizade com o pequeno pastor Peter, cuja responsabilidade é levar as cabras dos aldeãos para pastarem nos prados do topo da montanha. Com o tempo, Heidi passa também a visitar a avó de Peter, uma senhora idosa e cega, cujo grande sonho é que alguém lhe possa ler o seu livro de Salmos. No entanto, a teimosia do avô impede Heidi de ir aprender para a escola.
Heidi Ama a vida feliz  que tem nas montanhas. Mas um dia, a sua tia Dete volta da cidade, entusiasmada por ter uma boa oportunidade para a pequena Heidi. Um próspero homem de negócios, o Sr. Sesemann está à procura de uma dama de companhia para a sua filha doente. Contrariando o avô, Dete convence Heidi a acompanhá-la para Frankfurt, enganando-a com a promessa de presentes para Peter e para o seu avô, e prometendo que ela poderia voltar quando quisesse. Ao chegar à residência dos Sesemann, é deixada aos cuidados da Sra. Rottenmeier, a ríspida governanta responsável pela educação e bem-estar de Clara. Heidi e Clara tornam-se logo em grandes amigas e Heidi vira a casa do avesso com as suas trapalhadas. Clara fica encantada com as histórias sobre os Alpes, e com um estilo de vida completamente diferente do que ela conhecia. O pai dela está sempre ausente em negócios e os únicos companheiros que Clara tinha eram os criados e o seu canário.
As saudades de casa de Heidi e as tentativas ocasionais de escapar são pontuadas pelas distrações ocasionais dos seus novos amigos que esta vai fazendo. Numa ocasião, ela salva um pequeno gatinho e leva-o para casa. Clara e ela cuidam dele até que a Sra. Rottenmeier descobre e expulsa-o da casa. O médico de Clara faz amizade com ela, e, ocasionalmente, mantém um olhar benevolente sobre ela, mas é a avó de Clara, que tem um maior impacto em Heidi. Numa das suas raras visitas a Frankfurt, ela e Heidi tornam-se amigas, e é sob a sua tutela gentil que Heidi finalmente aprende a ler, para o espanto do professor, que tinha lutado por meses para fazer o mesmo, sem sucesso. No entanto, a partida em casa da velha senhora torna-se um ponto de viragem para Heidi. Proibida pela Sra. Rottenmeier de mencionar a Clara, ou ou mesmo de pensar sobre os Alpes novamente, Heidi rapidamente entra em depressão, tornando-se uma sonâmbula, cuja passagem fantasmagórica pelos corredores durante a noite aterroriza a família.
Convocado para casa para lidar com a suposta assombração, o Sr. Sesemann, com a ajuda do médico de Clara, apanha Heidi no meio da noite, enquanto sonâmbula. O médico diagnostica a condição de Heidi e convence o Sr. Sesemann a enviar a menina de volta para os Alpes, antes de morrer de saudades. Clara só se reconcilia com a promessa de que ela terá permissão para visitar Heidi nas montanhas. Sob os cuidados de Sebastião, o mordomo, Heidi embarca na viagem para casa depois de muito tempo, finalmente voltando para os braços de seu avô muito feliz, de Peter e da sua família.
O regresso de Heidi à montanha e o prazer que esta demonstra na leitura, levam o Avô a restaurar parcialmente uma antiga casa em ruínas na aldeia, onde passam a habitar a partir do inverno seguinte, pelo que Heidi começa a ir à escola. Assim, Heidi e o seu Avô conseguem fazem amizade com os moradores de Dörfli, Peter constrói o seu próprio trenó e ganha uma corrida local. Na primavera seguinte, eles voltam para a montanha, despedindo-se dos seus novos amigos. Em Frankfurt, Clara, que tinha saudades de ver sua amiga de novo, recorda ao pai a promessa que lhe fizera, mas ele lembra-lhe que as condições nos Alpes suíços podem ser muito duras para ela. O médico é enviado para os Alpes em seu lugar, para determinar se se trata de um ambiente adequado para Clara.. Heidi, Peter, o Avô, e as limitações do terreno convencem o médico de que este pode ser o lugar certo para Clara conseguir mover as suas pernas novamente.
A seu tempo, Clara chega aos Alpes com a Sra. Rottenmeier, que desaprova as condições rústicas em que têm de habitar e tem medo dos animais. No entanto, a avó de Clara logo chega para os visitar, e depois de ver em primeira mão as grandes melhorias na condição de Clara, envia a Sra. Rottenmeier para casa, deixando Clara aos cuidados do Avô de Heidi, antes de partir. Depois de concluir que as pernas de Clara são capazes de funcionar sozinhas, as crianças e o Avô começam a trabalhar na fisioterapia de Clara, que passa a exercitar-se todos os dias. Eventualmente, Clara volta a ser capaz de andar sozinha, e regressa a casa com o seu pai e a avó, prometendo voltar no próximo verão, para estar com seus amigos de novo.

## Seiyūs
- Kazuko Sugiyama como Heidi (ハイジ, Haiji)
- Kohei Miyauchi como Alm-Onji (アルムおんじ, Arumu onji)
- Noriko Ohara como Peter (ペーター, Pētā)
- Hiroko Maruyama como Peter (versão do filme) (ペーター, Pētā)
- Rihoko Yoshida como Clara (クララ・ゼーゼマン, Kurara Zēzeman)
- Keiko Han como Clara (versão do filme) (クララ, Kurara)
- Miyoko Asō como Rottenmeier (ロッテンマイヤー, Rottenmaiyā)
- Hisako Kyouda como Rottenmeier (versão do filme) (ロッテンマイヤー, Rottenmaiyā)
- Taimei Suzuki como Sr. Sesemann (ゼーゼマン, Zēzeman)

## Recepção
Heidi ainda é popular no Japão hoje em dia — o amor por Heidi tem atraído milhares de turistas japoneses para os Alpes suíços. Uma banda japonesa de rock heavy metal chamada Animetal fez um cover da canção original do tema de abertura.

### Paródias
- No original Yatterman tem um episódio chamado "Peidi, Girl of the Nopes!". O programa também é inventado no volume 15 de Gintama.
- No anime Golden Time, Kouko canta a abertura em letras diferentes no episódio 18.

## Filme
Um filme de longa-metragem foi editada da série em 1979 pela Zuiyo (que até então era uma unidade separada da Nippon Animation, que empregava muitos da equipe de animação da série de TV). Todos no elenco foram substituídos excluindo Heidi e o avô. Este filme é também o único anime de Heidi que foi lançado comercialmente nos EUA em Inglês (em home vídeo nos anos 80). Isao Takahata comentou que "Nem Hayao Miyazaki, nem eu estamos relacionados completamente com qualquer versão de curta-metragem" nesta obra.

## Curiosidades
- Heidi é um dos vários títulos produzidos da World Masterpiece Theater do período da "clássica Literatura infantojuvenil" (1974–1997),  baseados nos contos clássicos em todo o mundo.
- Em Portugal, quando começou a ser exibida com a dobragem portuguesa na RTP, por curiosidade, o elenco principal do anime foi igual ao elenco principal do também anime japonês, Abelha Maia, que também foi uma personagem que fez êxito na época. Quando a série ganhou dobragem portuguesa na RTP, foi a atriz Carmen Santos (voz da Abelha Maia) que deu voz a Heidi. Mais tarde, a dobragem foi mudada e foi Claudia Cadima a dar voz à personagem.
- Em 2015, foi produzida uma versão da história em 3D.